# 辛梅利亚造山运动

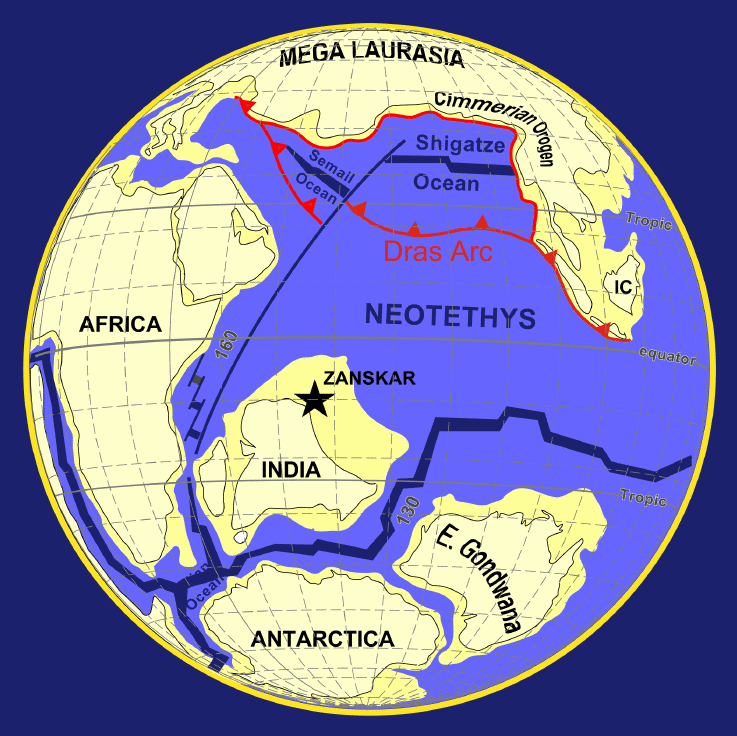
与华北、华南陆块相撞的辛梅利亚大陆，使得古特提斯洋关闭并产生山地。c. 100 Ma

辛梅利亚造山运动是一次创造了现今中亚山地的造山运动。据信该运动开始于晚侏罗世，约240–200Ma，当时辛梅利亚大陆跟哈萨克大陆与华北陆块和华南陆块的南岸相撞，使得它们之间的古特提斯洋闭合。来自辛梅利亚大陆的陆块现在是土耳其、伊朗、西藏和东南亚西部的一部分。大部分的板块北缘形成了和今日喜马拉雅山一样高的山。